# August Bassy
August Bassy (ur. 1903?, zm. 16 lutego 1932 w Bąkowie) – robotnik rolny, członek Związku Walki przeciwko Faszyzmowi, zamordowany przez kluczborską bojówkę SA wezwaną przez lokalnych faszystów po kłótni, do jakiej doszło w miejscowej gospodzie. Razem z Augustem postrzelony został jego starszy brat, Ernest.
Pogrzeb Augusta Bassego, który odbył się 19 lutego 1932 roku, przerodził się w wielką manifestację antyfaszystowską, wzięło w nim udział ok. 2000 przedstawicieli organizacji komunistycznych z całego Śląska Opolskiego. Ludzie odpowiedzialni za zabójstwo Bassego skazani zostali 5 maja tego roku na wyroki w wysokości od 3 miesięcy do 3 lat i 3 miesięcy pozbawienia wolności. Niski wymiar kary wywołał protesty na całej Opolszczyźnie.
Imię braci Bassy nosi jedna z ulic w Bąkowie. W Opolu znajduje się ulica Augusta Bassego.